# Davidijordania brachyrhyncha
Davidijordania brachyrhyncha är en fiskart som först beskrevs av Schmidt, 1904.  Davidijordania brachyrhyncha ingår i släktet Davidijordania och familjen tånglakefiskar. Inga underarter finns listade i Catalogue of Life.